# 隣の家の少女
『隣の家の少女』（英: The Girl Next Door）は、ジャック・ケッチャムによる1989年発売の小説、及び同作を原作とした映画。公判で検察官により「インディアナで起きた最も恐ろしい犯罪」と称された、シルヴィア・ライケンス殺害事件からインスピレーションを受けて記された。元の事件は1965年にインディアナ州で起きたものであるが、本作では1950年代のニュージャージー州を舞台としている。

## あらすじ
1958年、アメリカのとある田舎町に12歳の少年デヴィッドが暮らしていた。隣の家に住む女性ルースのもとへ、両親を亡くしたという快活な美少女メグとその妹で肉体的な障害のあるスーザンが引っ越してくる。デヴィッドはすぐにメグに心を奪われるが、同時期、姉妹がルースによって折檻を受ける現場を目撃しショックを受ける。ルースの虐待の矛先はやがてメグにより鋭く、偏執的に向けられるようになり、ある時メグは地下室に監禁され、ルースと彼女に扇動された彼女の息子たち、そして近所の少年たちによって凄惨なる凌辱と虐待を受け衰弱していく。デヴィッドは、ある時メグを脱走させようとするが失敗に終わる。その後のメグへの虐待は女性器を焼くなど悪化の一途を辿り、ついには死に至る。その後、デヴィッドはルースを階段から押して殺害するが、事故として扱われる。デヴィッドは後悔を抱えたまま生きることとなる。

## 登場人物
デヴィッド・モラン
1958年当時は12歳半の少年で、本作は41歳で三度目の結婚を控えた裕福なビジネスマンの彼による回想として描かれている。社会的には成功を収めた人物ではあるものの、事件による苦痛に苛まれ続けている。
メグ
本名ミーガン・ロクリン。ニューヨークで暮らしていたが両親を自動車事故で失い、大叔母であるルースの元に引っ越してくる。緑色の瞳の快活な少女で、その聡明さと美しさからデヴィッドは彼女の虜となる。母親の結婚指輪を大切にしている。
スーザン
メグの妹。快活な姉に比べて大人しいが、姉と同じ緑の瞳を持つ。姉妹で負った事故の傷が姉よりも深く、普段はベッドで過ごす。
ルース・チャンドラー
デヴィッドの隣家に住む女性。虚言癖がある一方で、ローレル・アヴェニューに住む子供たちの理解者でもある。夫は三人の子供と住宅ローンを残して蒸発しており、失業などの負担が重なって凶行に走ることとなる。

## 映画
2007年にグレゴリー・M・ウィルソン監督により映画化された。（英語版）

### キャスト
| 役名                             | 俳優                               | 日本語吹替                       |
| -------------------------------- | ---------------------------------- | -------------------------------- |
| メグ・ローリン                   | ブライス・オーファース             | 小島幸子                         |
| デヴィッド少年                   | ダニエル・マンシェ                 | 下和田ヒロキ                     |
| ルース・チャンドラー             | ブランチ・ベイカー                 | 日野由利加                       |
| ウィリー・チャンドラー・ジュニア | グラハム・パトリック・マーティン   | 阿部敦                           |
| ダニー・チャンドラー             | ベンジャミン・ロス・カプラン       |                                  |
| スーザン・ローリン               | マデリン・テイラー                 | 須藤祐実                         |
| ウーハー                         | オースティン・ウィリアムズ         |                                  |
| ドニー                           | Michael Nardella                   | 代永翼                           |
| エディ                           | マイケル・ゼゲン                   | 佐藤拓也                         |
| デニス・クロッカー               | スペンサー・リー                   | 許綾香                           |
| モラン夫人                       | キャサリン・メアリー・スチュワート | 牛田裕子                         |
| モラン氏                         | グラント・ショウ                   |                                  |
| デヴィッド・モラン               | ウィリアム・アザートン             | 森功至                           |
| その他                           |                                    | 平尾明香 かぬか光明 小林かつのり |

## 企画
最初に製作者であるミラーとハウテンの間で企画が持ち上がった。

### 評価
ホラー小説家のスティーブン・キングが本作を高く評価していることで知られる。映画版についても「この20年で最も恐ろしく、ショッキングなアメリカ映画」と評している。また映画評論サイトのTaste of Cinema では精神的苦痛の伴う映画20選の10位に選出されている。